# Jonathan Bolingi
Jonathan Bolingi Mpangi Merikani (Kinshasa, 30 giugno 1994) è un calciatore congolese (Repubblica Democratica del Congo), attaccante del Vojvodina.

## Palmarès

### Club

#### Competizioni nazionali
- Campionato della Repubblica Democratica del Congo: 2

TP Mazembe: 2013, 2014
- 'Supercoppa della Repubblica Democratica del Congo: 2

TP Mazembe: 2013, 2014

#### Competizioni internazionali
- CAF Champions League: 1

TP Mazembe: 2015